# Wolfova–Rayetova mlhovina

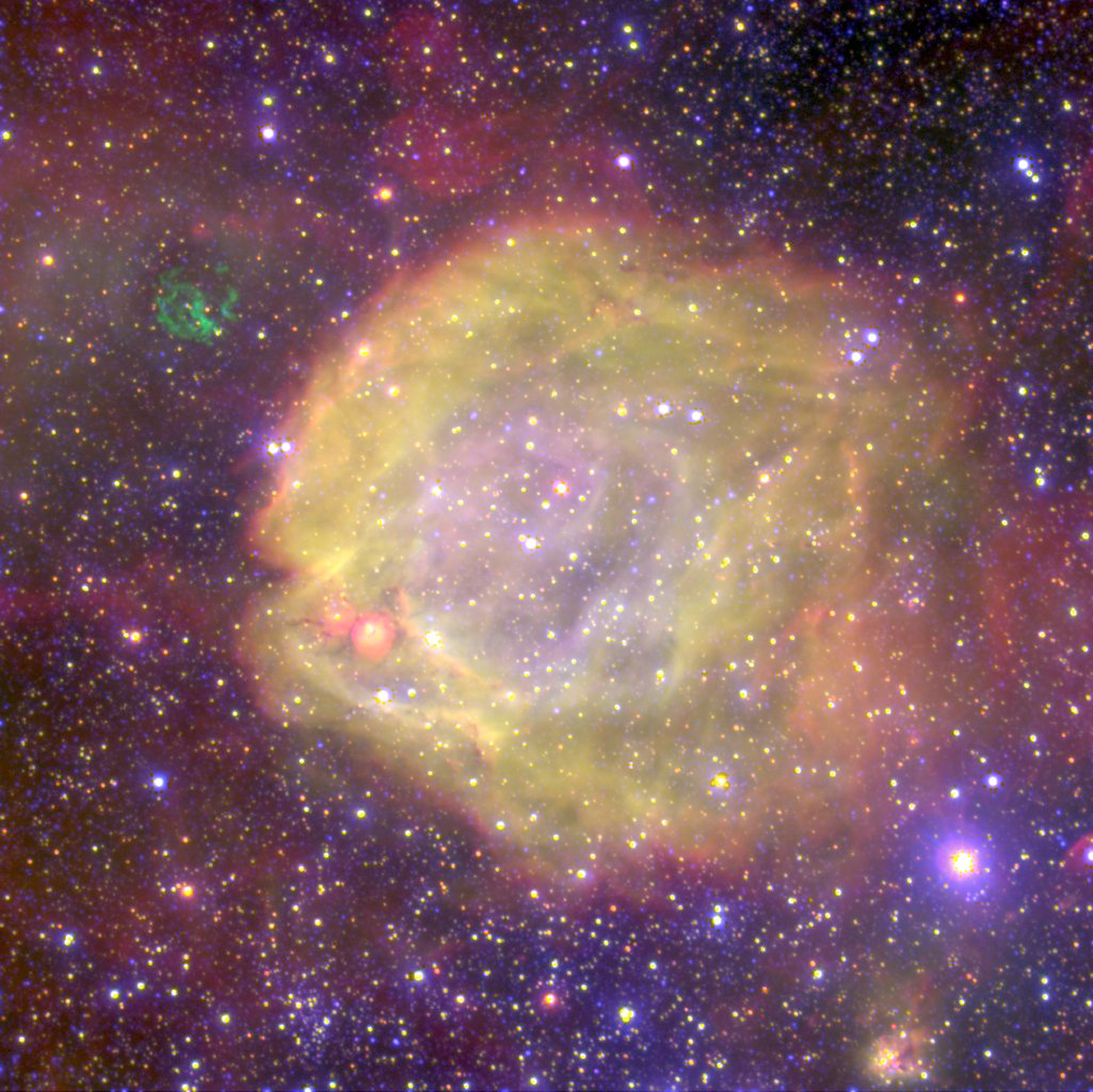
AB7 je jednou z nejvíce vybuzených mlhovin v Magellanových oblacích, dvou satelitních galaxiích Mléčné dráhy

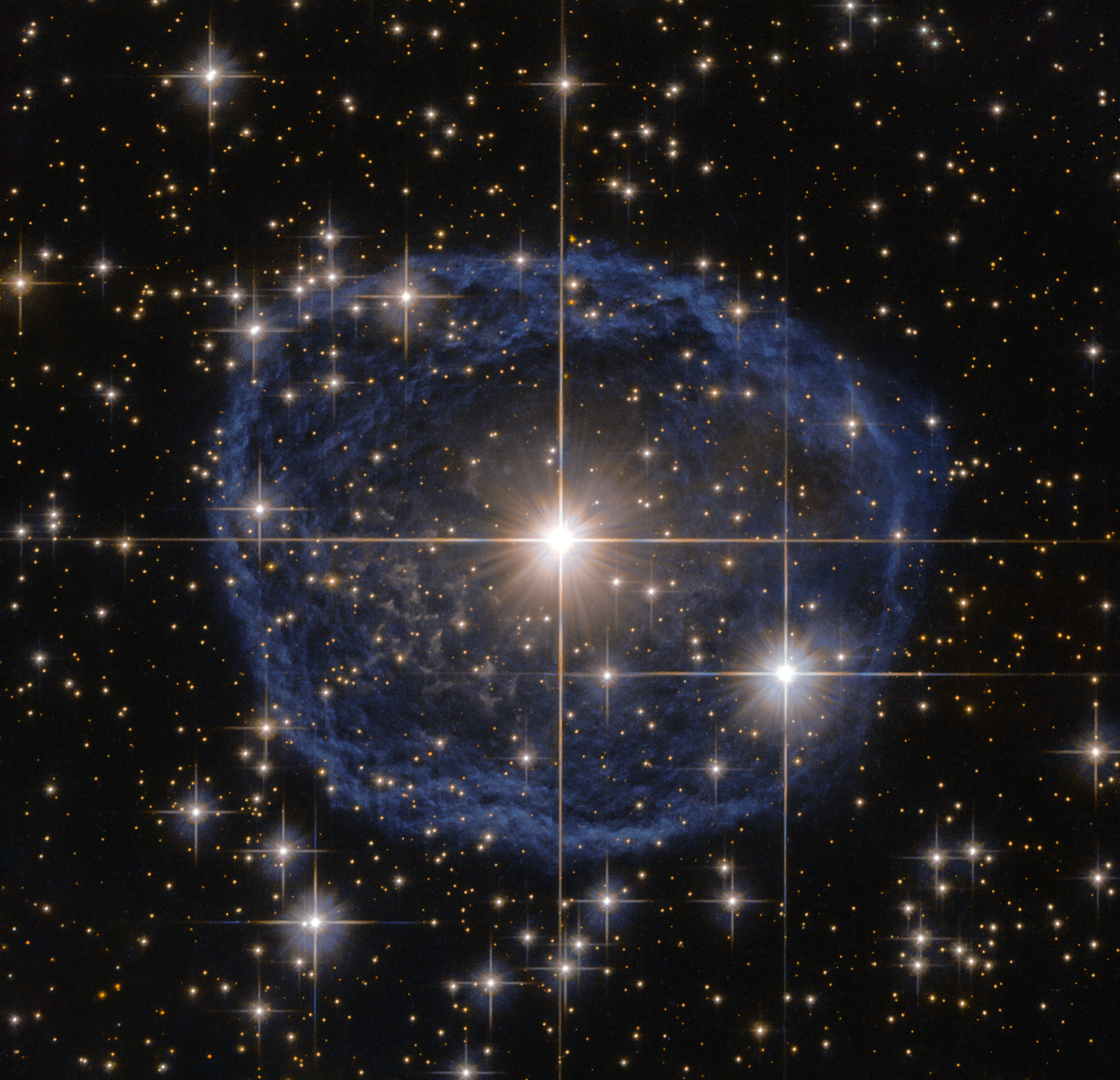
WR 31a je obklopena bublinovou mlhovinou

Wolfova–Rayetova mlhovina je mlhovina, která obklopuje Wolfovu–Rayetovu hvězdu.
WR mlhoviny se třídí různými způsoby. Jedním z prvních způsobů bylo třídění podle povahy a původu mlhoviny:
- HII oblasti
- odvržené obálky hvězd
- bubliny foukané hvězdným větrem

Toto třídění vyžaduje podrobný výzkum každé mlhoviny, a proto byly vytvořeny další pokusy o rychlé třídění těchto mlhovin čistě na základě jejich vzhledu. WR mlhoviny mají často kruhový vzhled, takže mají pravděpodobně kulový tvar. Ostatní jsou nepravidelné, buď narušené obálky hvězd nebo vytvořené z hustých výtrysků.
Příklady těchto typů mlhovin jsou NGC 6888, NGC 2359 nebo NGC 3199. Některé WR mlhoviny, jako například WR 104, mají výrazné spirální struktury, díky kterým byly dříve řazeny mezi spirální mlhoviny.